# Smartphone dobrável
Um smartphone dobrável (também conhecido como telefone dobrável ou simplesmente dobrável) é um smartphone com um formato dobrável. Ele lembra o design de concha (ou "telefone flip") de muitos telefones antigos. Algumas variantes do conceito usam vários painéis sensíveis ao toque em uma dobradiça, enquanto outros designs usam uma tela flexível.
Um dos primeiros smartphones dobráveis comercialmente lançados foi o Samsung Galaxy Fold, que foi anunciado em fevereiro de 2019 e lançado em setembro de 2019 na Coreia do Sul. O dispositivo é capaz de ser aberto para expor uma tela flexível de 7,3 polegadas no tamanho de um tablet, enquanto sua frente contém uma tela menor "de capa", destinada a acessar o dispositivo sem abri-lo.
Outros fabricantes também lançaram ou anunciaram smartphones dobráveis, como o Royole FlexPai, o Huawei Mate X, o Motorola Razr e o Samsung Galaxy Z Flip. Os smartphones dobráveis enfrentaram preocupações sobre sua durabilidade, bem como seus preços altos.

## Fatos
Em 2008, a Nokia apresentou conceitos animados de um dispositivo flexível que chamou de Morph, que tinha um design tridobrável que podia ser dobrado em várias formas, como um dispositivo grande desdobrado, uma unidade do tamanho de um telefone simples e uma pulseira inteligente.
Em 2011, a Kyocera lançou um smartphone Android com tela dupla chamado Echo, que apresentava um par de telas sensíveis ao toque de 3,5 polegadas. Quando dobrado, a tela superior continuava voltada para o usuário enquanto cobria a tela secundária. Dois aplicativos individuais podiam ser mostrados nas telas, um único aplicativo podia se estender por elas, enquanto aplicativos específicos também apresentavam layouts "otimizados" de dois painéis.
Em 2013, a NEC lançou o Medias W no Japão. Ao contrário do Echo, a tela secundária podia ser dobrada atrás do telefone.